# Amad Diallo
Amad Diallo (nacido Amad Diallo Traoré; Abiyán, Costa de Marfil, 11 de julio de 2002) es un futbolista marfileño. Juega en la posición de delantero para el Manchester United F. C. de la Premier League.

## Biografía
Tras formarse en las filas inferiores del Atalanta B. C. desde los trece años, finalmente en 2019 ascendió al primer club, haciendo su debut el 27 de octubre en un encuentro de la Serie A contra el Udinese Calcio tras sustituir a Josip Iličić en el minuto 77, finalizando el encuentro con un resultado de 7-1 a favor del conjunto bergamasco, siendo Diallo el artífice del séptimo gol tras una asistencia de Marten de Roon.
El 5 de octubre de 2020 el Manchester United F. C. llegó a un acuerdo con el Atalanta para su traspaso en enero de 2021. El 7 de enero firmó con el conjunto inglés un contrato hasta junio de 2025 una vez superado el reconocimiento médico y haber obtenido el permiso de trabajo. Debutó con el primer equipo el 18 de febrero en el encuentro de ida de los dieciseisavos de final de la Liga Europa de la UEFA ante la Real Sociedad. En esa misma competición anotó su primer gol en la ida de los octavos de final ante el A. C. Milan.
Para el segundo tramo de la campaña 2021-22, el equipo mancuniano lo cedió al Rangers F. C. La siguiente volvió a ser prestado, siendo el Sunderland A. F. C. su destino.
El 16 de enero de 2025, ya jugando para el Manchester United, marcaría su primer hat-trick en un partido correspondiente a la fecha 21 de la Premier League ante Southampton.

## Selección nacional
El 26 de marzo de 2021 debutó con la selección de Costa de Marfil en un encuentro ante Níger en el cual su país se clasificó para la Copa Africana de Naciones.

## Estadísticas

### Clubes
Actualizado al último partido disputado el 25 de mayo de 2025.
| Club                               | Div.          | Temporada     | Liga  | Liga  | Copas nacionales | Copas nacionales | Copas internacionales | Copas internacionales | Total | Total |
| Club                               | Div.          | Temporada     | Part. | Goles | Part.            | Goles            | Part.                 | Goles                 | Part. | Goles |
| ---------------------------------- | ------------- | ------------- | ----- | ----- | ---------------- | ---------------- | --------------------- | --------------------- | ----- | ----- |
| Atalanta B. C. · Italia            | 1.ª           | 2019-20       | 3     | 1     | 0                | 0                | 0                     | 0                     | 3     | 1     |
| Atalanta B. C. · Italia            | 1.ª           | 2020-21       | 1     | 0     | 0                | 0                | 1                     | 0                     | 2     | 0     |
| Atalanta B. C. · Italia            | Total club    | Total club    | 4     | 1     | 0                | 0                | 1                     | 0                     | 5     | 1     |
| Manchester United F. C. Inglaterra | 1.ª           | 2020-21       | 3     | 0     | 1                | 0                | 4                     | 1                     | 8     | 1     |
| Manchester United F. C. Inglaterra | 1.ª           | 2021-22       | 0     | 0     | 0                | 0                | 1                     | 0                     | 1     | 0     |
| Rangers F. C. Escocia              | 1.ª           | 2021-22       | 10    | 3     | 3                | 0                | 0                     | 0                     | 13    | 3     |
| Rangers F. C. Escocia              | Total club    | Total club    | 10    | 3     | 3                | 0                | 0                     | 0                     | 13    | 3     |
| Sunderland A. F. C. Inglaterra     | 2.ª           | 2022-23       | 39    | 14    | 3                | 0                | ―                     | ―                     | 42    | 14    |
| Sunderland A. F. C. Inglaterra     | Total club    | Total club    | 39    | 14    | 3                | 0                | 0                     | 0                     | 42    | 14    |
| Manchester United F. C. Inglaterra | 1.ª           | 2023-24       | 9     | 1     | 3                | 1                | 0                     | 0                     | 12    | 2     |
| Manchester United F. C. Inglaterra | 1.ª           | 2024-25       | 26    | 8     | 6                | 1                | 11                    | 2                     | 43    | 11    |
| Manchester United F. C. Inglaterra | Total club    | Total club    | 38    | 9     | 10               | 2                | 16                    | 3                     | 64    | 14    |
| Total carrera                      | Total carrera | Total carrera | 91    | 27    | 16               | 2                | 17                    | 3                     | 124   | 32    |
| 1. 2.                              |               |               |       |       |                  |                  |                       |                       |       |       |

### Hat-tricks
| 1 | 16 de enero de 2025 | Old Trafford, Mánchester | Manchester United - Southampton FC |  | 3 - 1 | Premier League 2024-25 |

## Palmarés

### Títulos nacionales
| Título          | Club                    | País       | Año  |
| --------------- | ----------------------- | ---------- | ---- |
| Copa de Escocia | Rangers F. C.           | Escocia    | 2022 |
| FA Cup          | Manchester United F. C. | Inglaterra | 2024 |